# Roger de Bussy-Rabutin
Roger de Rabutin, conde de Bussy-Rabutin, a veces españolizado como Rogerio, fue un militar y escritor francés nacido en Epiry en 1618 y muerto en 1693.

## Biografía

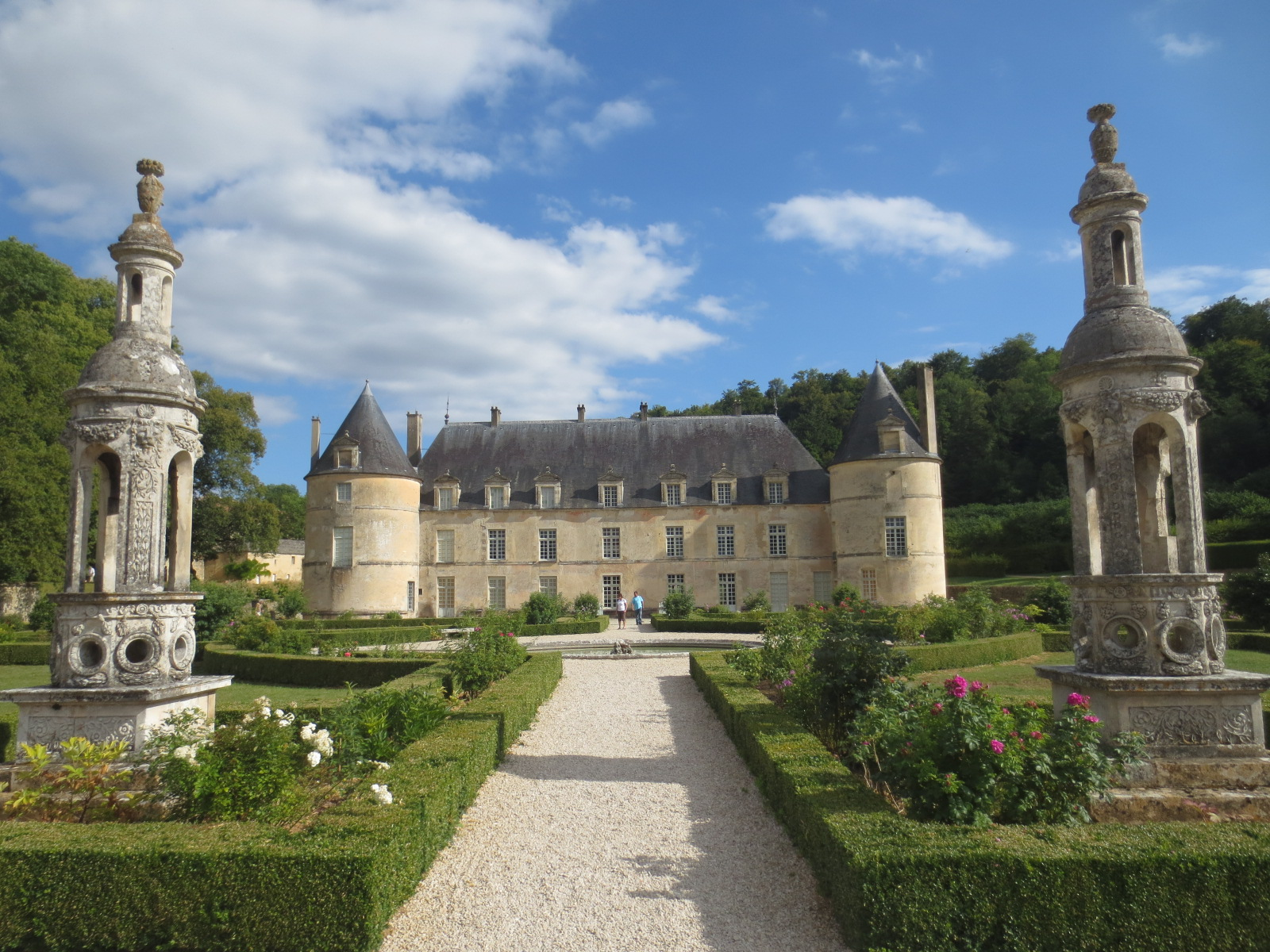
Vista del château de Bussy-Rabutin

Durante las guerras de la Fronda estuvo durante algún tiempo contra Luis XIV de Francia y después de hacer las paces obtuvo el mando de Nivernais (Nièvre) y el cargo de maestre de campo en la caballería.
Posteriormente cayó en desgracia por haberse burlado de los amores del rey con madame de Valliere, por lo que en 1665 fue encarcelado en la Bastilla durante un año y posteriormente estuvo desterrado 16 años en su dominio de Bussy-Rabutin.
Roger dejó un hijo que fue obispo de Luzón, que destacó por su talento en la sociedad de su tiempo, un hijo, Jean-Louis de Bussy-Rabutin, que fue mariscal de campo del Sacro Imperio y una hija Louise Françoise de Bussy-Rabutin marquesa de Coligny y fue primo de Madame de Sevigné.

## Obra
- Cartas
- Historia amorosa de los Galos, especie de Crónica escandalosa donde describe las costumbres de la corte durante la juventud del rey.
- Historia de Luis XIV
- Memorias